# Кјеза Нуова (Болоња)
Кјеза Нуова (итал. Chiesa Nuova) је насеље у Италији у округу Болоња, региону Емилија-Ромања.
Према процени из 2011. у насељу је живело 48 становника. Насеље се налази на надморској висини од 545 м.